# Kévin Le Roux
Kévin Le Roux (Champigny-sur-Marne, 11 maggio 1989) è un pallavolista francese.
Gioca nel ruolo di centrale e opposto nel Beijing.

## Carriera

### Club
La carriera di Kévin Le Roux, inizia nel 2004 quando entra a far della squadra giovanile del Malouin, dove resta per una stagione; nel 2005 quando entra a far parte del club del progetto federale del CNVB. Nella stagione 2009-10 fa il suo esordio nella pallavolo professionistica col Cannes, in Ligue A, dove resta per quattro stagioni.
Nell'annata 2013-14 si trasferisce in Italia, ingaggiato dal Piacenza, in Serie A1, vincendo la Coppa Italia; dopo aver iniziato anche l'annata 2014-15 nel club piacentino, poco dopo l'inizio del campionato si trasferisce in Corea del Sud, negli Hyundai Skywalkers, dove conclude la stagione.
Nel campionato 2015-16 approda in Turchia, giocando la Voleybol 1. Ligi con l'Halkbank, vincendo la Supercoppa turca, venendo anche eletto come MVP della competizione, e lo scudetto. Nel campionato seguente riapproda nella massima serie italiana col Modena, vincendo la Supercoppa italiana.
Nella stagione 2017-18 si accasa in Russia, dove disputa la Superliga con la Dinamo Mosca: tuttavia a campionato in corso ritorna in patria, nel Rennes. Nella stagione seguente si accasa col Sada, nella Superliga Série A brasiliana, con cui vince il campionato sudamericano per club 2019, mentre nell'annata 2019-20 è impegnato nella Chinese Volleyball Super League con la maglia del Beijing.

### Nazionale
Fa tutta la trafila delle nazionali giovanili francesi: con quella under 19 vince il campionato europeo 2007 e la medaglia di bronzo al campionato mondiale 2007, mentre con quella under 20 vince la medaglia d'argento al campionato europeo 2006 e quella d'oro nell'edizione successiva.
Nel 2010 ottiene le prime convocazioni con la nazionale maggiore francese, con cui nel 2015 vince la medaglia d'oro alla World League e al campionato europeo. Dopo la medaglia di bronzo alla World League 2016, si aggiudica l'oro nell'edizione successiva, venendo anche premiato come miglior centrale.
In seguito vince l'argento alla Volleyball Nations League 2018, premiato nuovamente come miglior centrale.

## Palmarès

### Club
- Campionato turco: 1

2015-16
- Coppa Italia: 1

2013-14
- Supercoppa turca: 1

2015
- Supercoppa italiana: 1

2016
- Campionato sudamericano per club: 1

2019

### Nazionale (competizioni minori)
- Campionato europeo under 20 2006
- Campionato europeo under 19 2007
- Campionato mondiale under 19 2007
- Campionato europeo under 20 2008
- Memorial Hubert Wagner 2015
- Memorial Hubert Wagner 2017
- Memorial Hubert Wagner 2018

### Premi individuali
- 2015 - Supercoppa turca: MVP
- 2017 - World League: Miglior centrale
- 2018 - Volleyball Nations League: Miglior centrale